# Leen Vente
Leen Vente (Rotterdam, Países Bajos; 14 de mayo de 1911 – Rotterdam, Países Bajos; 9 de noviembre de 1989) fue un futbolista neerlandés que jugaba en la posición de delantero. Disputó 21 partidos y anotó 19 goles con Países Bajos y disputó dos mundiales de fútbol.

## Carrera
Vente inició su carrera dentro de la Asociación de Fútbol de Rotterdam en los equipos Semper Melior y Pro Patria de categorías menores. Eventualmente pasó a jugar en el Neptunus en 1928 aunque antes estuvo en el equipo de atletismo del club.
En abril de 1936 Vente fue traspasado al Feijenoord. Fue uno de los jugadores que participaron en el partido inaugural del estadio De Kuip en 1937. Feyenoord enfrentó al Beerschot y ganó 5–2. Vente anotó el primer gol en la historia del estadio, y terminó el partido con un triplete. Vente disputó 82 partidos con el Feyenoord y anotó 65 goles, además de ganar dos títulos de liga a finales de los años 1930.
En enero de 1941 Vente regresó al Neptunus, donde jugó por siete temporadas hasta su retiro en 1948.

## Tras el retiro
En 1943 Vente obtiene su licencia de entrenador. Su debut fue en 1950 con el NOAD. Despupes dirige al EBOH y al VOC. Fue poco tiempo entrenador del Xerxes en 1957. Despupes dirigió a los equipos Neptunus y SV Slikkerveer. Vente también trabajó como representante en ese periodo.
Vente fue propietario del café Leen Vente tres veces. Perdió el segundo café durante el Bombardeo de Rótterdam. Al finalizar la Segunda Guerra Mundial, él fue detenido por el "Servicio de Investigación Política" por cargos de reclutamiento dentro del café, poero después fueron desestimados. Vente después fue colaborador con las Fuerzas Aliadas.

## Fallecimiento
Vente murió el 9 de noviembre de 1989 en Rotterdam.
El nieto de su hermano, Dylan Vente, juega para el Roda JC Kerkrade luego de iniciar su carrera con el Feyenoord.

## Logros
- Netherlands Football League Championship: 1937–38, 1939–40

## Trayectoria como entrenador
| Periodo   | Club              |
| --------- | ----------------- |
| 1950–1954 | NOAD              |
| 1955–1956 | EBOH              |
| 1956–1957 | VOC               |
| 1957      | XerxesDZB         |
| 1958–1959 | Neptunus          |
| 1959      | SV Slikkerveer    |
| 1960      | MSV en AV Flakkee |